# Râul Chilbucuț
Râul Chilbucuț este un curs de apă, afluent al râului Lechința. 

## Hărți
- Harta județului Bistrița-Năsăud